# Citocromo c peroxidasa
La citocromo c peroxidasa o CCP es una enzima soluble en agua que contiene un grupo hemo, perteneciente a la familia de las peroxidasas que es capaz de tomar equivalentes de reducción del citocromo c para  reducir el peróxido de hidrógeno a agua. Esta enzima cataliza la siguiente reacción química:
Por lo tanto los dos sustratos de esta enzima son peróxido de hidrógeno y un citocromo c reducido; mientras que sus dos productos son un citocromo c oxidado y agua.
La citocromo c peroxidasa también es capaz de reaccionar con otros hidroperóxidos diferentes al peróxido de hidrógeno, pero a velocidades de reacción mucho menores.

## Clasificación
Esta enzima pertenece a la familia de las oxidorreductasas, más específicamente a aquellas oxidorreductasas que actúan sobre un peróxido utilizándolo como aceptor de electrones, y más concretamente al grupo de las peroxidasas.

## Nomenclatura
El nombre sistemático de esta clase de enzimas es ferrocitocromo-c:peróxido-de-hidrógeno oxidorreductasa; y su nombre aceptado para el uso común es citocromo c peroxidasa. Otros nombres por los que se la conoce pueden ser, apocitocromo c peroxidasa, citocromo c-551 peroxidasa, citocromo c-H
2O oxidorreductasa, ctocromo peroxidasa, mesocitocromo c peroxidasa azida, mesocitocromo c peroxidasa cianato; y mesocitocromo c peroxidasa cianuro. 

## Historia
Fue aislada por primera vez, a partir de la levadura por R. A. Altschul, Abrams, y Hogness en 1940, aunque no a nivel de máxima pureza. La primera preparación purificada de CCP a partir de levadura pertenece a Takashi Yonetani, por medio de un método de cromatografía de intercambio iónico en los primeros años de la década de 1960; y su estructura cristalográfica fue resuelta por Thomas Poulos y colaboradores a finales de la década de 1970.

## Estructura y función
La enzima de levadura es un monómero con un peso molecular de 34 000, contiene 293 aminoácidos, y posee un único grupo hemo b unido en forma no covalente. En forma inusual para las proteínas, esta enzima cristaliza cuando se la dializa contra agua destilada. Es más, la enzima se purifica como consecuencia de la cristalización, haciendo de los ciclos de cristalización un efectivo paso final de purificación.
En forma muy similar a la catalasa, la reacción de la citocromo c peroxidasa procede a través de un proceso de tres etapas; formándose en principio un compuesto-CCP-I y luego un compuesto-CCP-II:
compuesto-CCP-I + e−
 + H+
 → compuesto-CCP-II
La CCP en estado de reposo posee un hemo en estado férrico (oxidado), y, luego de la adición de dos equivalentes de oxidación provenientes del hidroperóxido, se convierte en una enzima con un estado de oxidación formal de +5. Sin embargo, tanto las medidas de susceptibilidad magnética a baja temperatura como la espectroscopía de Mössbauer muestran que el hierro en el compuesto-CCP es un hierro ferrilo +4, y no en estado de oxidación V.
Otra característica sobresaliente del compuesto-CCP-I es un radical libre de larga vida, cuya señal sugiere que se trata de un radical libre porfirina de otra especie de compuesto-peroxidasa-I. Tempranamente se reconoció que se trataba de un radical libre orgánico, con la masa de evidencia actualmente apuntando a que se encuentra vinculado a la cadena lateral del residuo de triptófano Trp-191.
A diferencia de la mayoría de las peroxidasas, el compuesto-CCP-I es de larga vida, decayendo a compuesto-CCP_II con una vida media a temperatura ambiente de entre 40 minutos a un par de horas.